# Aşılıarmut, Uğurludağ
Aşılıarmut là một xã thuộc huyện Uğurludağ, tỉnh Çorum, Thổ Nhĩ Kỳ. Dân số thời điểm năm 2010 là 433 người.